# Buitengewoon hoogleraar (België)
Een buitengewoon hoogleraar in België is een bepaald type hoogleraar aan de universiteit.
In Vlaanderen betekent de term buitengewoon hoogleraar een hoogleraar met een deeltijdse opdracht met een functie van hetzelfde niveau als deze van een gewoon hoogleraar in de reguliere academische carrière.
De normale volgorde van het zelfstandig academisch personeel is als volgt:
- docent of deeltijds docent
- hoofddocent of deeltijds hoofddocent
- hoogleraar of deeltijds hoogleraar
- gewoon hoogleraar